# Infrarrojo medio
El infrarrojo medio es el nombre que se da habitualmente en astronomía a un rango del espectro electromagnético que abarca desde aproximadamente 5 hasta 25-40 micras, aunque los límites no son precisos y pueden variar dependiendo de la publicación. También se designa a veces como infrarrojo térmico, porque la mayor parte de la emisión térmica de los cuerpos a las temperaturas típicas en la superficie terrestre (varios cientos de kelvin) se produce en este rango. En las fuentes astronómicas, la emisión en este rango está dominada por radiación de cuerpo negro procedente de granos de polvo templado, a unos pocos cientos de kelvin, y por bandas moleculares de hidrocarburos aromáticos policíclicos. 
- Datos: Q5915918